# (300144) 2006 VW62
(300144) 2006 VW62 es un asteroide perteneciente al cinturón de asteroides descubierto el 11 de noviembre de 2006 por el equipo del Spacewatch desde el Observatorio Nacional de Kitt Peak, Arizona, Estados Unidos.

## Designación y nombre
Designado provisionalmente como 2006 VW62.

## Características orbitales
2006 VW62 está situado a una distancia media del Sol de 3,101 ua, pudiendo alejarse hasta 3,541 ua y acercarse hasta 2,660 ua. Su excentricidad es 0,141 y la inclinación orbital 0,044 grados. Emplea 1994,72 días en completar una órbita alrededor del Sol.

## Características físicas
La magnitud absoluta de 2006 VW62 es 16,5. 